# كيفن غراي (فنان)
كيفن غراي هو فنان ألماني، ولد في 1982.